# 임진왜란과 계월향
임진왜란과 계월향(壬辰倭亂과 桂月香, Japanese Invasion in the Year of Imjin and Gye Wol-hyang)는 한국에서 제작된 임권택 감독의 1977년 영화이다. 정윤희 등이 주연으로 출연하였고 정진우 등이 제작에 참여하였다.

## 출연

### 주연
- 정윤희
- 강신성일
- 윤양하
- 고미순

## 제작진
- 원작자: 정비석
- 조명: 이민부
- 미술: 이봉선